# جوي كاستيلو
جوي كاستيلو (بالإنجليزية: Joey Castillo)‏ هو موسيقي أمريكي، ولد في 30 مارس 1966 في غاردينا في الولايات المتحدة.

## وصلات خارجية
- جوي كاستيلو على موقع IMDb (الإنجليزية)
- جوي كاستيلو على موقع ميوزك برينز (الإنجليزية)
- جوي كاستيلو على موقع أول ميوزيك (الإنجليزية)
- جوي كاستيلو على موقع ديسكوغز (الإنجليزية)